# Octomeria steyermarkii
Octomeria steyermarkii är en orkidéart som beskrevs av Leslie Andrew Garay och Galfrid Clement Keyworth Dunsterville. Octomeria steyermarkii ingår i släktet Octomeria och familjen orkidéer. Inga underarter finns listade i Catalogue of Life.